# Jacek Puget

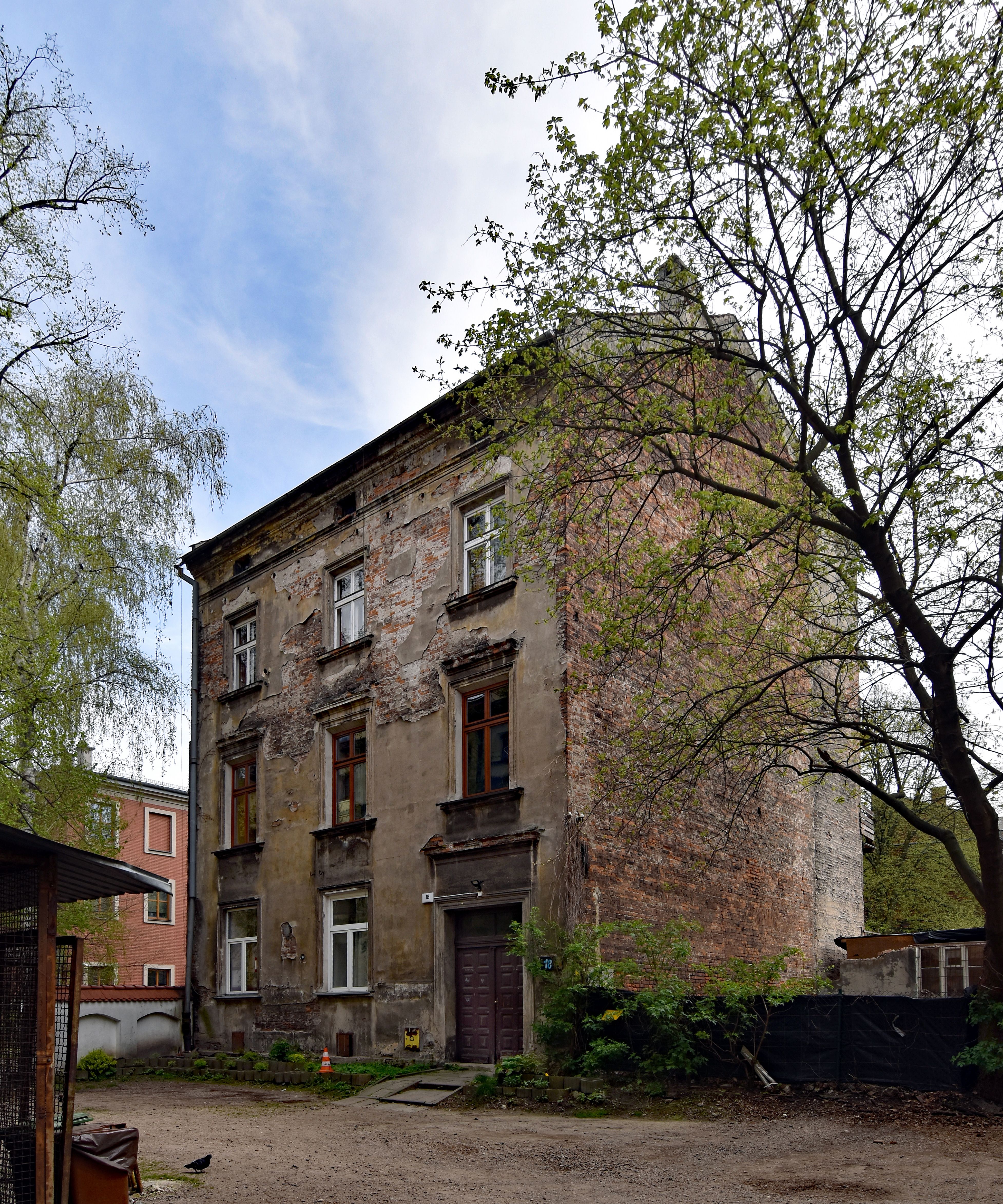
Kraków ul. J. Piłsudskiego 18
Tutaj mieszkał i w nieistniejącym obecnie ogrodzie miał swoją pracownię

Jacek Puget (ur. 15 października 1904 w Krakowie, zm. 26 sierpnia 1977 tamże) – polski rzeźbiarz, profesor akademicki.

## Życiorys
Urodził się w rodzinie rzeźbiarza Ludwika Pugeta i Julii hr. Kwileckiej h. Byliny (1877–1951). Miał siostrę Marię (1903–1951) i brata Antoniego Jana (1905–1947). Absolwent Akademii Sztuk Pięknych w Krakowie, uczeń Xawerego Dunikowskiego i Henryka Kuny. Od 1923 roku uczeń Émile-Antoine Bourdelle. W 1933 był współtwórcą krakowskiego teatru awangardowego Cricot. Profesor Akademii Sztuk Pięknych w Krakowie, dziekan Wydziału Rzeźby.
Autor rzeźb: „Słoneczko” (1923), „Popiersie dziewczyny” (1932), „Ecce Homo” (1943), popiersia: Jana Cybisa (1946), Stefana Jaracza (1951), Henryka Sienkiewicza (lata 1961–1966), projekty scenograficzne dla teatru Cricot.
W 1952 otrzymał Nagrodę Państwową II stopnia za rzeźbę pt. „Stefan Jaracz” wystawioną na II Ogólnopolskiej Wystawie Plastyki. W 1953 został odznaczony Krzyżem Kawalerskim Orderu Odrodzenia Polski. 
27 października 1926 ożenił się z malarką Zofią Franciszką Szczęsnowicz (1898–1982), z którą miał synów Franciszka Jacka (1926–1980) i Jana Łukasza (1927–1993). Ze związku z Marią Sochą miał syna Grzegorza (ur. 1955).
Zmarł w Krakowie, pochowany na cmentarzu Rakowickim (kwatera S-zach-po prawej Kuszpecińskich).

## Przypisy

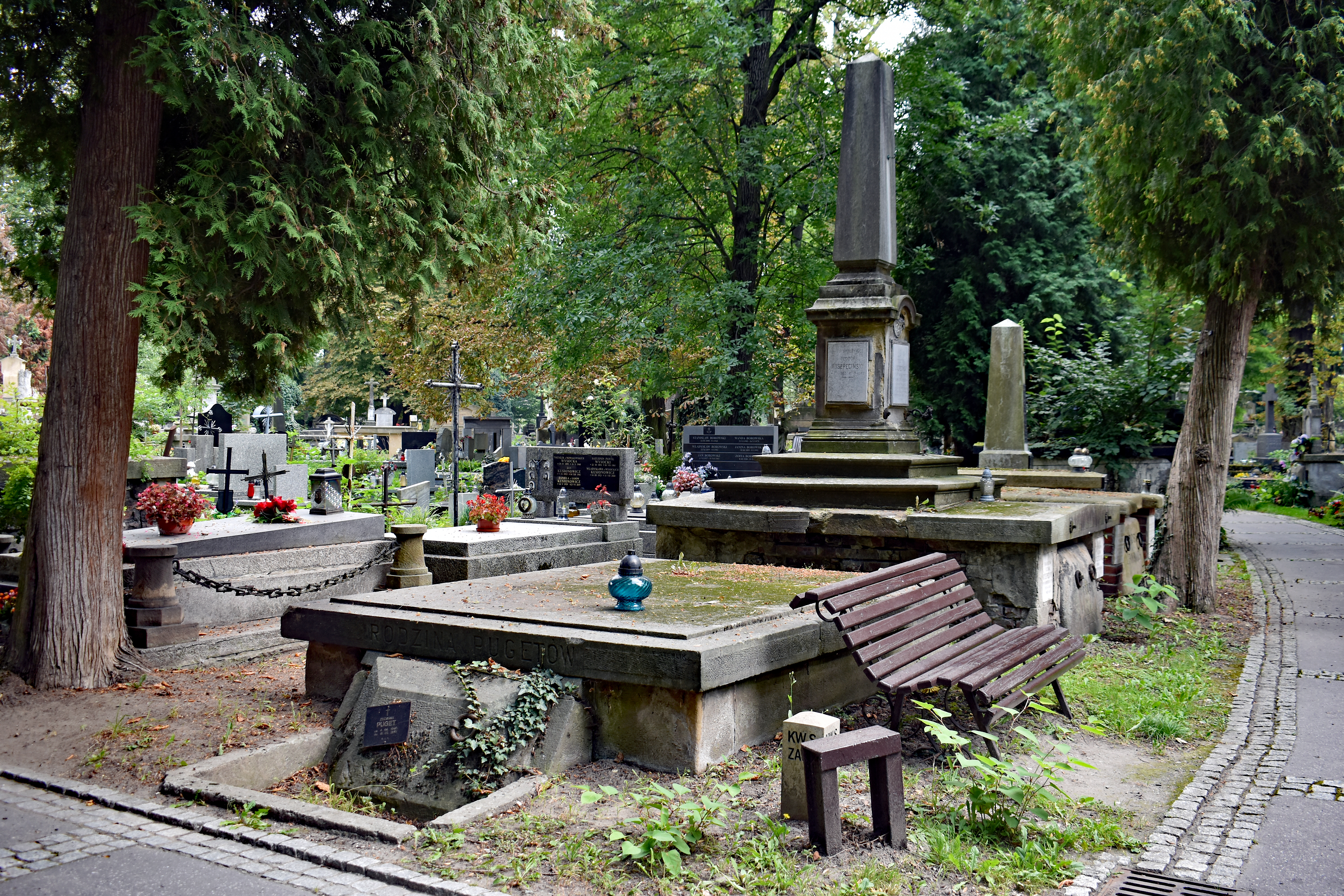
Grobowiec Pugetów-Puszetów na cmentarzu Rakowickim.